# Elena (filme)
Elena é um documentário brasileiro de 2012 dirigido por Petra Costa. A obra é baseada na vida de Elena Andrade – irmã mais velha de Petra, que havia se mudado para Nova Iorque com o sonho de ser atriz.
Com roteiro de autoria de Petra Costa e Carolina Ziskind, depoimentos, ensaios fotográficos, imagens de arquivo e entrevista com a diretora, o primeiro documentário longa metragem de Petra foi premiado em diversos festivais, dentre eles, o Festival de Brasília, Festival Internacional de Cinema de Guadalajara, o Festival Internacional de Documentários da Croácia, o Los Angeles Brazilian Film Festival, o Festival de Havana e Festival Internacional de Cinema de Arquivo.

## Sinopse
Elena Andrade decide sair do Brasil, onde cresceu na clandestinidade durante a ditadura militar e teve uma adolescência vivida entre peças de teatro e filmes caseiros, e viaja para a cidade de Nova Iorque em busca de se estabelecer como atriz. Contra a vontade da mãe, Petra, sua irmã mais nova e também uma aspirante a atriz, seguiu os passos de Elena e, anos mais tarde, se muda para Nova Iorque para estudar teatro na Universidade de Columbia. Narrados pela própria cineasta, o filme conta com farto material de arquivo entre filmes caseiros, recortes de jornais, diários e trechos de cartas.

## Produção
A ideia de fazer um filme sobre a irmã surgiu quando a diretora Petra Costa tinha 17 anos e encontrou, em casa, um antigo diário de Elena, escrito quando ela tinha a mesma idade, 13 anos antes. "Tive a estranha sensação de estar lendo palavras minhas, como se aquele diário fosse meu", diz Petra. A identificação foi enorme. Na mesma época, a leitura de Hamlet e a descoberta de Ofélia também serviram de inspiração, bem como assistir ao filme Bicho de Sete Cabeças, de Laís Bodansky - que, entre outros assunto, trata do rito de passagem para a  vida adulta, embora do ponto de vista dos rapazes. O projeto do filme permaneceu em banho-maria por dez anos, sendo elaborado pouco a pouco. Durante esse tempo, Petra se envolveu em outros trabalhos, dirigiu o premiado curta Olhos de Ressaca, até finalmente se sentir preparada para mergulhar nas memórias da irmã. 
Petra encontrou cerca de 50 horas de filmes caseiros feitos pela irmã, das quais ao menos 20 horas haviam sido gravadas no ano em que ela, Petra, nasceu. Foi quando Elena, aos 13 anos, ganhou sua primeira câmera. Em seguida, Petra entrevistou cerca de 50 familiares e amigos de Elena, totalizando algo em torno de 200 horas de material. Quando foi à Nova York, levou consigo uma agenda de telefone com os antigos contatos da irmã e pôs-se a procurar todas as pessoas que estavam ali, uma por uma, buscando os nomes na internet e nas redes sociais. O longa finalmente começou a tomar corpo e a ganhar o aspecto definitivo quando a diretora decidiu inserir-se na cena, como personagem e documentarista, gravando também seu percurso e estruturando o roteiro em parceria com Carolina Ziskind.
Além de Nova York e São Paulo, algumas cenas de Elena foram rodadas na Bahia e também em Barra do Una, no município de São Sebastião, no litoral paulista. Foram dois anos e meio de produção até a première, no 45o Festival de Brasília, em setembro de 2012, onde Elena ganhou os prêmios de melhor direção, direção de arte, montagem e de melhor filme, segundo o júri popular, e todos os prêmios  da categoria documentário.

## Elenco[15]
- Elena Andrade
- Li An
- Petra Costa

## Recepção

### Crítica
De acordo com o site AdoroCinema, Elena teve uma pontuação média de 3,9 de cinco estrelas dentre nove críticas sondadas, todas veiculadas na imprensa brasileira. O cineasta Eduardo Escorel, da revista Piauí, recebeu bem o filme, sustentando que "a narrativa complexa e delicada de Elena flui de forma harmoniosa, articulando com maestria materiais heterogêneos, sem se tornar lúgubre". Luiz Zanin, d'O Estado de S. Paulo, considerou o filme "emocionante", ponderando que o filme é uma "reflexão sobre a função da memória", enquanto Roberto Guerra, do Cineclick, considerou Elena "carregado de lirismo e poesia".
Alysson Oliveira, do site Cineweb, entretanto, julgou o documentário "frágil", notando alguns excessos em certas cenas "[repletas] de composições visuais que se esvaziam em si mesmas". Sérgio Alpendre, da Folha de S. Paulo, apontou para a tentativa de "atingir alguma universalidade" na exposição da angústia da autora e criticou o que ele percebeu como um "exagero de doçura" de certas sequências do filme.

### Prêmios
| Ano  | Prêmio                                                       | Categoria                          |
| ---- | ------------------------------------------------------------ | ---------------------------------- |
| 2012 | Festival de Brasília (Brasil)                                | Melhor Documentário (Júri Popular) |
| 2012 | Festival de Brasília (Brasil)                                | Melhor Direção                     |
| 2012 | Festival de Brasília (Brasil)                                | Melhor Montagem                    |
| 2012 | Festival de Brasília (Brasil)                                | Melhor Direção de Arte             |
| 2013 | Festival Internacional de Cinema de Guadalajara (México)     | Menção Especial                    |
| 2013 | ZagrebDox: Festival Internacional de Documentários (Croácia) | Menção Especial                    |
| 2013 | Films de Femmes (França)                                     | Melhor Documentário                |
| 2013 | Planete+ Doc Film Festival Varsóvia (Polônia)                | Prêmio Canon de Cinematografia     |
| 2013 | Cine Música – Festival de Cinema de Conservatória (Brasil)   | Melhor Música Original             |
| 2013 | Los Angeles Brazilian Film Festival (Estados Unidos)         | Melhor Documentário                |
| 2013 | Festival de Havana (Cuba)                                    | Melhor Documentário                |
| 2015 | Arquivo em Cartaz (Brasil)                                   | Melhor filme de longa-metragem     |